# الحدادين (تعز)
الحدادين هي إحدى قرى الجمهورية اليمنية. وهي تتبع جغرافيًا لمحافظة تعز. وإداريًا لمديرية جبل حبشي (جبل ذُخر سابقا). يبلغ تعداد سكانها 2320 نسمة حسب الإحصاء الذي أجري عام 2004. وتضم  الحدادين عدة قرى هي الحدادين الأعلى والحدادين الأسفل والنجد وثعبات والجزهين والجربين. يوجد في قرية الحدادين عدد من الأودية الزراعية التي تُسقى من الأمطار وتحدها الجبال من جميع الجهات. كما يوجد فيها شلالات الركاب التي تطل على الحدادين الأعلى وتستخدم مياه هذا الشلال للشرب وري المزارع القريبة، كما يوجد إلى جانب الشلالات بركة مائية يستخدمها الأهالي للسباحة. وتعتبر منطقة شلال الركاب من المناطق التي يقصدها الأهالي للزيارة وقضاء أوقات ممتعة.